# Paramicrodon novus
Paramicrodon novus är en tvåvingeart som beskrevs av Hull 1937. Paramicrodon novus ingår i släktet Paramicrodon och familjen blomflugor.
Artens utbredningsområde är Filippinerna. Inga underarter finns listade i Catalogue of Life.